# Karelle Prugnaud
Karelle Prugnaud, née en 1980 à Rennes (France), est une metteuse en scène, comédienne et  performeuse française.
Elle réalise ses premières mises en scène aux Subsistances (Lyon) avec "Un siècle d’Amour" (D’après Bilal) et à l’Élysée (Lyon) avec «Ouvre la bouche oculosque opere» (d’après Jan Fabre).
Depuis 2005 elle est associée à Eugène Durif au sein de la compagnie L'Envers du décor.

## Biographie
Karelle Prugnaud étudie le droit en parallèle d'un DEUST, métiers de la culture à Limoges. Elle débute en tant qu'acrobate et danseuse dans des spectacles de rue, avant d'être formée au GEIQ Théâtre à Lyon.
En 2017, elle devient artiste associée à la Scène nationale de Dieppe et prend la direction artistique de Tous Azimuts, festival de « performances artistiques & dîners fantastiques ».

## Mises en scène
- 2005 : Bloody Girl d'Eugène Durif (Le Quartz Brest)
- 2005 : Cette fois sans moi d'Eugène Durif (Théâtre du Rond Point Paris)
- 2006 : À même la peau d'Eugène Durif (Théâtre du Cloître-scène conventionnée Bellac)
- 2006 : La Femme assise qui regarde autour d'Hédi Tillette de Clermont Tonnerre (création "Les auteurs vivants ne sont pas tous morts" Nouvelle Aquitaine)
- 2007 : Kiss Kiss d'Eugène Durif (CDN de Limoges)
- 2008 : La Brûlure du regard d'Eugène Durif (création Musée de la chasse et de la nature Paris/les subsistances Lyon)
- 2008 : La Nuit des feux d'Eugène Durif (Théâtre National La Colline Paris)
- 2010 : Kawaï Hentaï[3] d'Eugène Durif (Les Subsistances Lyon)
- 2010 : L'Homme,un animal comme les autres d'Eugène Durif (création Hors les murs au Trident Scène Nationale de Cherbourg)
- 2010 : Tout doit disparaitre / Princesse Parking / La petite annonce de Marie Nimier (Triptyque Hors les murs pour le Festival d'Automne en Normandie)
- 2011 : Le Cirque des gueux (d'après l'Opéra de quat'sous de Bertolt Brecht. Co-mise en scène avec Mauricio Celedon et Kazuyoshi Kushida - Cie Cirque baroque)
- 2012 : Héroïne[4] d'Eugène Durif (création Festival International de théâtre de rue d'Aurillac / festival NEXT Scène Nationale Lille Métropole)
- 2012 : La Confusion de Marie Nimier (Théâtre du Rond-Point Paris)
- 2014 : Noël revient tous les ans de Marie Nimier (Théâtre du Rond-Point Paris)
- 2015 : Hide (Festival "Au bord du risque #3)
- 2016 : Ceci n'est pas un nez d'Eugène Durif (DSN Dieppe Scène Nationale)
- 2016 : Hentai Circus[5] d'Eugène Durif (Cirque Electrique Paris)
- 2017 : Tous azimuts[6] (DSN Dieppe Scène Nationale - direction artistique du festival)
- 2018 : L'Équation comique de Fabio Alexandrini (Théâtre de la reine Blanche Paris)
- 2018 : Léonie et Noélie[7] de Nathalie Papin (création festival d'Avignon IN)
- 2019 : Red Shoes de Tarik Noui (Cie Ô CirqueTransversales /Scène Conventionnée Cirque de Verdun)
- 2019 : River River (festival "Au bord du risque #5 Scène Nationale d'Aubusson)
- 2020 : Mister Tambourine Man[8] d'Eugène Durif (festival in d'Avignon)
- 2025 : L'Histoire du Soldat, de Stravinsky/Ramuz, theâtre du Châtelet, Paris.

## Comédienne
- 2005 : Encore merci (Sophie Lannefranck / Dominique Lardenois)
- 2005 : La Double Inconstance (Marivaux / Dominique Ferrier)
- 2005 : Le Misanthrope (Molière/Françoise Maimone)
- 2005 : Les Naissances (Sylvie Mongin Algan /Les trois huit)
- 2006 : Kaidan (Mourad Haraigue)
- 2007 : Dettes d’amour (Eugène Durif – Beppe Navello)
- 2008 : Les Nuits trans-érotiques[9] (Jean-Michel Rabeux)
- 2009 : Dialogues avec Pavèse (Eugène Durif / Pietra Nicolicchia)
- 2010 : Emma Darwin (Mauricio Celedon[10] / Teatro del Silencio)
- 2011 : Le roi se meurt (Eugène Ionesco / Silviu Purcărete (ro))
- 2014 : Misterioso 119 (Koffi Kwahulé / Laurence Renn Penel) au Théâtre de la Tempête en 2014)
- 2015 : La Dame aux camélias (Philippe Labonne) notamment au Théâtre de l’Union – CDN de Limoges, DSN – Scène Nationale de Dieppe, Théâtre du Cloitre de Bellac, Théâtre des Lucioles (Avignon)
- 2016 : Mlle Molière (Molière/Nicolas Bigards)
- 2017 : Oh secours (Mauricio Celedon / teatro del silencio)
- 2018 : Le Cas Lucia J. (un feu dans sa tête)[11] d'Eugène Durif mise en scène Éric Lacascade
- 2020 : Oratorio vigilant animal dromosphère / Gianni-Grégory Fornet